# Schwarzenburg (district)
Het district Schwarzenburg in het kanton Bern met als hoofdplaats Schwarzenburg (gemeente Wahlern) is ingedeeld in vier gemeenten met een totale oppervlakte van 157 km²:
| Gemeentenaam | Inwoners (1,1.2005) | Oppervlakte (km²) |
| ------------ | ------------------- | ----------------- |
| Albligen     | 484                 | 4,3               |
| Guggisberg   | 1633                | 54,9              |
| Rüschegg     | 1711                | 57,4              |
| Wahlern      | 6301                | 40,6              |

Aarberg · Aarwangen · Bern · Biel · Büren · Burgdorf · Courtelary · Erlach · Fraubrunnen · Frutigen · Interlaken · Konolfingen · Laupen · Moutier · La Neuveville · Nidau · Niedersimmental · Oberhasli · Obersimmental · Saanen · Schwarzenburg · Seftigen · Signau · Thun · Trachselwald · Wangen